# Коефіцієнт автоматизації
Коефіціє́нт автоматиза́ції (рос. коэффициент автоматизации, англ. automatization coefficient, нім. Koeffizient m der Automatisierung f, Automatisierungsfaktor m) — показник, що характеризує рівень автоматизації процесу, а також рівень автоматизації виробництва. 
Визначають як відношення кількості (або потужності) автоматизованого устаткування до загальної кількості (загальної потужності) всіх машин даного виду. Коефіцієнт автоматизації обчислюють також за відношенням вартості автоматизованого устаткування до загальної вартості всього устаткування. Якщо є дані про обсяг продукції, одержаної на автоматизованих агрегатах, то визначають коефіцієнт автоматизації виробництва як відношення обсягу продукції на автоматизованому устаткуванні до загального обсягу даного виду продукції. Цей показник повніше характеризує рівень автоматизації, бо він враховує продуктивність праці і ступінь використання автоматизованого устаткування.
Інколи для характеристики рівня автоматизації виробничих процесів застосовують коефіцієнт автоматизації праці — відношення кількості робітників (або відпрацьованого часу), які працюють на автоматичному устаткуванні, до загальної кількості робітників (або відпрацьованого часу). Але цей показник не достатньо точно характеризує рівень автоматизації.